# Mark Bomback
Mark Bomback (New Rochelle, 29 agosto 1971) è uno sceneggiatore statunitense.

## Biografia
Nativo di New Rochelle, nello stato di New York, ha studiato letteratura inglese e cinema  presso la Wesleyan University. Tra i suoi primi lavori vi sono il thriller Godsend - Il male è rinato, di cui è anche coproduttore, e il film d'azione Die Hard - Vivere o morire. Assieme a Kurt Wimmer e James Vanderbilt ha scritto la sceneggiatura di Total Recall - Atto di forza.

## Filmografia

### Cinema

#### Sceneggiatore
- Una voce amica (The Night Caller), regia di Robert Malenfant (1998)
- Godsend - Il male è rinato (Godsend), regia di Nick Hamm (2004)
- Constantine, regia di Francis Lawrence (2005) - revisione, non accreditato
- Die Hard - Vivere o morire (Live Free or Die Hard), regia di Len Wiseman (2007) - anche soggetto
- Sex List - Omicidio a tre (Deception), regia di Marcel Langenegger (2008)
- Corsa a Witch Mountain (Race to Witch Mountain), regia di Andy Fickman (2009)
- Unstoppable - Fuori controllo (Unstoppable), regia di Tony Scott (2010)
- L'alba del pianeta delle scimmie (Rise of the Planet of the Apes), regia di Rupert Wyatt (2011) - revisione, non accreditato
- Total Recall - Atto di forza (Total Recall), regia di Len Wiseman (2012)
- Il cacciatore di giganti (Jack the Giant Slayer), regia di Bryan Singer (2013) - revisione, non accreditato
- Fast & Furious 6, regia di Justin Lin (2013) - revisione, non accreditato
- Wolverine - L'immortale (The Wolverine), regia di James Mangold (2013)
- Apes Revolution - Il pianeta delle scimmie (Dawn of the Planet of the Apes), regia di Matt Reeves (2014)
- Dracula Untold, regia di Gary Shore (2014) - revisione, non accreditato
- Cinquanta sfumature di grigio (Fifty Shades of Grey), regia di Sam Taylor-Johnson (2015) - revisione, non accreditato
- The Divergent Series: Insurgent, regia di Robert Schwentke (2015)
- Fast & Furious 7 (Furious 7), regia di James Wan (2015) - revisione, non accreditato
- Logan: The Wolverine (Logan), regia di James Mangold (2017) - revisione, non accreditato
- La mummia (The Mummy), regia di Alex Kurtzman (2017) - revisione, non accreditato
- The War - Il pianeta delle scimmie (War for the Planet of the Apes), regia di Matt Reeves (2017)
- Outlaw King - Il re fuorilegge (Outlaw King), regia di David Mackenzie (2018) - addizionale
- Attraverso i miei occhi (The Art of Racing in the Rain), regia di Simon Curtis (2019)
- Wonder: White Bird (White Bird: A Wonder Story), regia di Marc Forster (2022)

#### Produttore
- Godsend - Il male è rinato (Godsend), regia di Nick Hamm (2004) - co-produttore
- Finding Tatanka, regia di Jacob Bricca (2014) – esecutivo, documentario
- Apes Revolution - Il pianeta delle scimmie (Dawn of the Planet of the Apes), regia di Matt Reeves (2014) – esecutivo
- The War - Il pianeta delle scimmie (War for the Planet of the Apes), regia di Matt Reeves (2017) – esecutivo
- Gli Stati Uniti contro Billie Holiday (The United States vs. Billie Holiday), regia di Lee Daniels (2021) – esecutivo
- Damsel, regia di Juan Carlos Fresnadillo (2023) – esecutivo
- Wonder: White Bird (White Bird: A Wonder Story), regia di Marc Forster (2023) – esecutivo
- Fast X , regia di Louis Leterrier (2023) – esecutivo

### Televisione

#### Sceneggiatore
- Legends (2014) - 1 episodio
- In difesa di Jacob (Defending Jacob) (2020) – miniserie, 8 episodi

#### Produttore
- Legends (2014-2015) - consulente, 16 episodi
- In difesa di Jacob (Defending Jacob) (2020) – esecutivo, miniserie, 8 episodi